# Пфистер, Альбрехт
А́льбрехт Пфи́стер (Albrecht Pfister, ок. 1420 — ок. 1466) — один из первых немецких книгопечатников. Работал в Бамберге. Считается, что он первым напечатал иллюстрированную книгу, а также первым стал выпускать книги на немецком языке. О его жизни почти ничего неизвестно. В 1448 году он занимал духовный пост в Бамберге; к этому времени относится его знакомство с Георгом I фон Шаумбергом. Уже в 1460 году Пфистер работал секретарем фон Шаумберга, который в 1469 году стал князем-епископом Бамберга.
Пфистеру приписывается девять инкунабул. Книги датируют примерно первой половиной 1460-х гг.
- Два издания «Богемского пахаря» Иоганна фон Тепля, на немецком
- Два издания «Драгоценного камня» Ульриха Бонера, на немецком
- Два издания «Библии для бедных» (Biblia pauperum), на немецком
- «Библия для бедных» на латыни
- «История об Иосифе, Данииле, Юдифи и Эсфири», на немецком
- издание «Велиала» Якова Терамского (Jacobus de Teramo)

Более раннее издание «Богемского пахаря», возможно, тоже принадлежит Пфистеру. Таким образом, оба издания — первые иллюстрированные книги, и первые книги, напечатанные на немецком языке с помощью подвижных литер (Movable type). Все книги Пфистера, кроме «Велиала», содержат иллюстрации. Только в двух изданиях указана дата выхода книги: это первое издание «Драгоценного камня» (1461), и «История об Иосифе, Данииле, Юдифи и Эсфири» (1462). Как и другие ранние печатники, Пфистер отдавал предпочтение произведениям, которые уже заслужили популярность в рукописном виде.
Кроме того, некоторое время считалось, то Пфистер напечатал 36-строчную Библию 1458—1460-х гг. Однако, качество печати Библии превосходит книги Пфистера, в особенности его ранние издания. Тем не менее, вполне возможно, что 36-строчная Библия напечатана в Бамберге и шрифтом, принадлежавшим Гутенбергу. Позже этот же шрифт использовал сам Пфистер (возможно, ученик Гутенберга).

## Внешние ссылки
- Электронная версия латинского издания «Библии для бедных»
- Страницы из «Драгоценного камня»